# カット・マイ・ヘア
「カット・マイ・ヘア」（原題：Almost Cut My Hair）は、クロスビー、スティルス、ナッシュ&ヤングが1970年に発表した楽曲。

## 概要
デヴィッド・クロスビー作詞作曲。1970年1月9日、サンフランシスコのウォーリー・ハイダー・スタジオ Cで録音された。グループの他の多くの作品と異なり、一発録りで作られ、かつボーカル・ハーモニーも付け加えられなかった。ニール・ヤングがつんざくようなリード・ギターを奏でる。
長髪はその時代における反権力と自由の象徴であり、クロスビー、スティルス、ナッシュ&ヤングはカウンターカルチャーの代表的なミュージシャンとみなされていたが、クロスビーは次のように歌った。「髪を切ってしまうところだった／つい先日のことだった／かなり伸びていたからね／邪魔になっていたとも言える／でも切らなかった／なぜだろう？」
1970年3月11日発売のクロスビー、スティルス、ナッシュ&ヤングのアルバム『デジャ・ヴ』に収録された。
8分を超えるロング・バージョンがボックスセット『CSN』（1991年）に収録されている。
1974年に行われたツアーを収めた『CSNY 1974』（2014年）にライブ・バージョンが収録されている。

## 演奏者
- デヴィッド・クロスビー - ボーカル、リズム・ギター
- スティーヴン・スティルス - リード・ギター
- ニール・ヤング - リード・ギター
- グラハム・ナッシュ - オルガン
- グレッグ・リーヴズ - ベース
- ダラス・テイラー - ドラムズ